# Justice House of Prayer
Justice House of Prayer är en evangelikal karismatisk organisation med säte i Kansas City som grundades 2004 av Lou Engle. Man har nära band till International House of Prayer och The Call.
Lou Engle startade Justice House of Prayer startade i Washington D.C. för att fokusera på bön inför Presidentvalet i USA 2004, efter att han upplevt tilltal från Gud. Man har sedan startat grupper i bland annat Cambridge, New York, San Diego och Montgomery. Man har valt att etablera sig i liberala delar av landet och har samlingslokalerna nära byggnader som de anser vara andligt viktiga, till exempel USA:s högsta domstol och Harvard University.
På varje ställe finns ett 50-tal så kallade böneaktivister, som hänger sig till bibelstudier och bön. Man fokuserar på bön mot abort, homosexualitet och humanism. Man arrangerarer även demonstrationer mot abortkliniker.